# Geografia del territorio siracusano
La geografia del territorio siracusano viene delimitata dai comuni che amministrativamente fanno parte della provincia di Siracusa, o libero consorzio comunale di Siracusa, un tempo denominato Val di Noto, che a sua volta trae la propria origine dalla provincia Siracusana: sorta in epoca romana ed estintasi nel medioevo (possedeva confini ampiamente maggiori rispetto a quelli odierni).
Rappresenta la parte geografica più meridionale d'Italia, l'estrema punta sud-orientale dell'isola; Capo Passero è uno dei tre vertici che formano il nome di Trinacria, l'isola dalle tre punte.
La sua attuale superficie, 2108 km², è una delle più piccole della regione - supera solo quella di Ragusa - ma, come si è potuto constatare, si tratta di una delle aree più complesse e densamente popolate dell'intera Sicilia. Al suo interno sono state istituite zone naturalistiche a protezione speciale di rilevanza internazionale. L'area inoltre risulta estremamente interessante anche da un punto di vista antropico: numerose le testimonianze provenienti dall'archeologia e soprattutto dalla trimillenaria storia del territorio. In tempi odierni l'UNESCO vi ha individuato numerose aree che sono state quindi dichiarate patrimonio mondiale dell'umanità, rispondendo a criteri significativi come l'unicità dell'insieme culturale e il collegamento ad eventi di universale importanza.

## Geologia

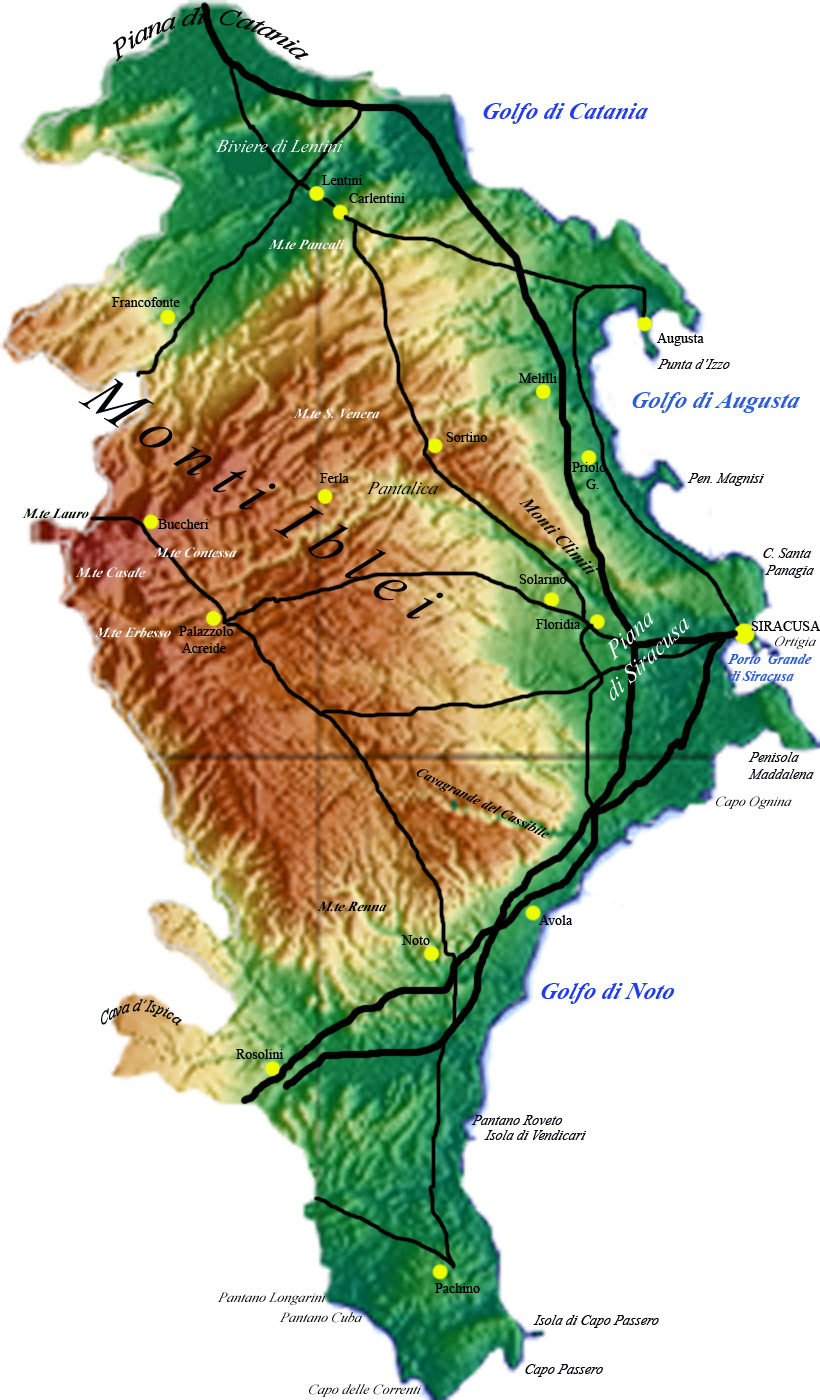
Cartina fisica del territorio

Il territorio siracusano funge da cerniera nell'ordito territoriale della Sicilia sud-orientale. Il suo maggiore tratto distintivo viene dato dalla presenza dei monti Iblei; il plateau ibleo è un complesso vulcanico sottomarino emerso tra il Miocene e il Pleistocene, composto da roccia lavica e carbonatica; contenente un elevato numero di fossili e conchiglie.
Nel mar Ionio, a est di Siracusa (nella quale la piattaforma continentale è quasi del tutto assente) sorge la scarpata Ibleo-Maltese (o di Malta-Siracusa) che separa il blocco Pelagiano (avampaese africano) dal bacino ionico, delimitando la piana abissale più profonda del Mediterraneo.
La vastità di caratteristiche geomorfologiche ha portato alla suddivisione del territorio in quattro sub-aree fisiche, che per le singole peculiarità danno luogo a paesaggi anche molto diversi tra loro:
- A nord viene accolta una porzione della pianura alluvionale di Catania, caratterizzata dai fiumi Gornalunga e San Leonardo, dal Biviere di Lentini e dai terreni lavici etnei che danno vita a vaste coltivazioni agrumicole.
- A ovest si erge la barriera naturale del complesso montuoso degli Iblei, contrassegnato da numerosi corsi d'acqua che hanno dato vita a vallate ricolme di boschi e in generale di fitta vegetazione, e dalle cave per l'estrazione mineraria. Nella sua parte più occidentale sfiora i 1000 metri di altezza. Gli altipiani degli Iblei, data la loro complessa natura orografica, non hanno permesso un espansivo fenomeno insediativo; concentratosi invece nella bassa Valle dell'Anapo.
- A est si apre la lunga fascia litorale: a nord essa assume un aspetto geormorfologico omogeneo, caratterizzato da analoghe dinamiche di trasformazione (coesistenza di siti archeologici e densa industrializzazione).
- A sud continua il paesaggio costiero qui condizionato dall'azione delle acque: da una parte, la presenza del mare, che con le sue infiltrazioni salmastre penetra nella falda acquifera costiera creando il fenomeno dei pantani; dall'altra, i torrenti che modellano il tavolato carsico su cui scorrono.

## Antropizzazione

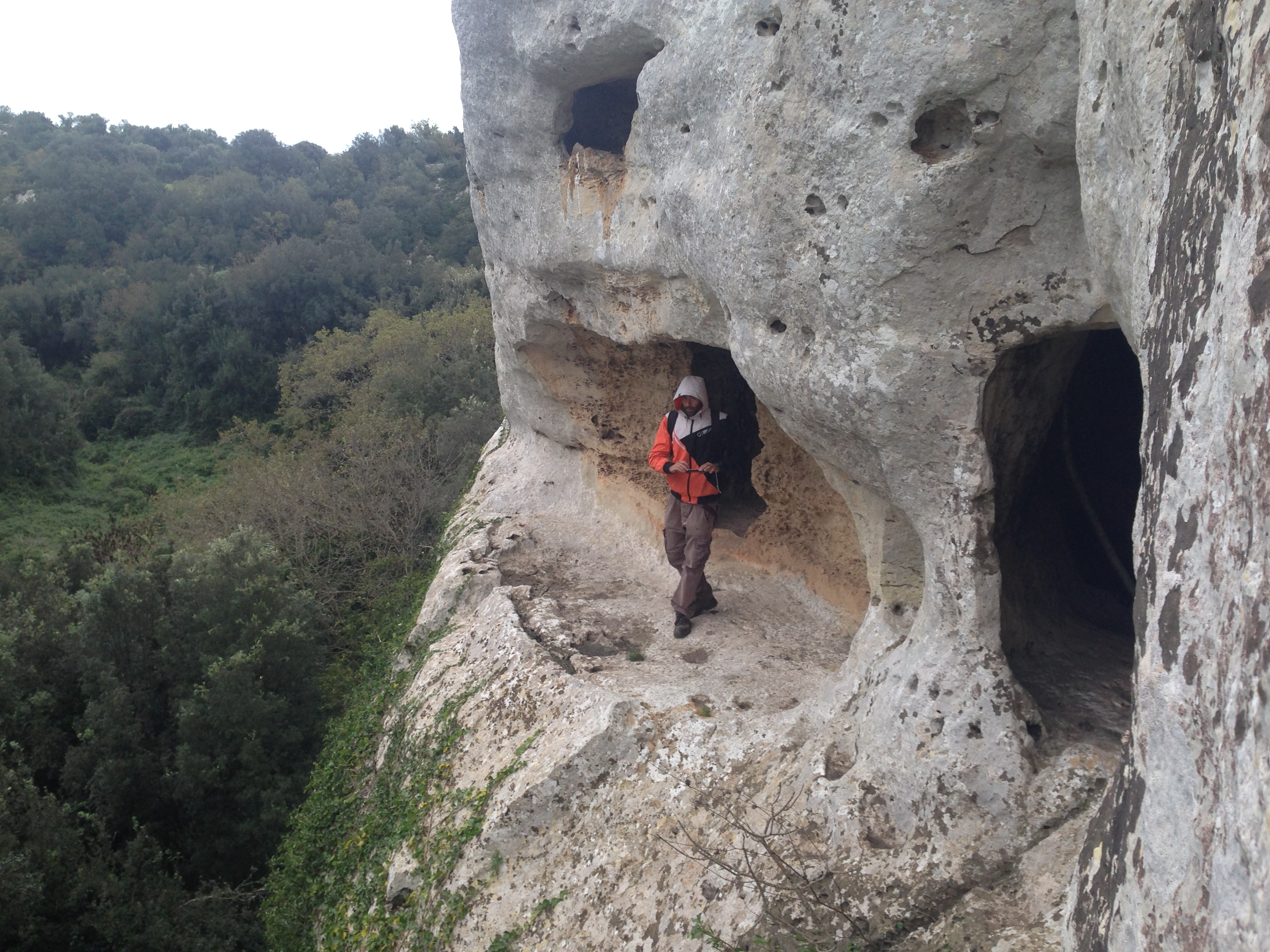
Dieri di Bauli: fenomeno rupestre diffuso in tutta l'area iblea (fotografia scattata tra Noto e Palazzolo Acreide)

I monti Iblei hanno una storia antichissima; nella parte costiera, lungo la fascia nord-orientale, vi fiorì circa 8000 anni fa una civiltà detta di Stentinello (nelle immediate vicinanze dell'ingresso nord di Siracusa), la quale venne riscontrata anche nella regione calabra, nell'eoliano e nel maltese. Nell'entroterra le più complesse tracce di antropizzazione sono date dalle necropoli di Pantalica (XIII secolo a.C.) e da quella di Cassibile (X secolo a.C.), abitate dalle popolazioni dei Sicani e dei Siculi; Pantalica, secondo diversi studiosi, sarebbe stata la capitale del popolo dei Siculi - dalle origini incerte - e proprio da uno di essi, da un sovrano chiamato Iblone, i monti avrebbero tratto la loro denominazione oppure, come sembra più probabile, fu Iblone a trarre il nome da Ibla; un'antica città degli indigeni di Sicilia che sembrerebbe essere la vera chiave per comprendere l'origine dell'appellativo di questi monti. Verso l'VIII secolo a.C. giunsero sulle coste del territorio i coloni provenienti dall'Antica Grecia: Siracusa e Megara Iblea furono le prime due città a sorgere, ne seguirono diverse altre seppur nessuna eguagliò per potenza e ricchezza la colonia corinzia, che assunse ben presto un ruolo primario su gran parte dell'area iblea, fondando essa stessa delle colonie come Leontinoi, Akrai, Kasmene, Akrillai (a nord-ovest), Eloro (a sud) e Kamarina (a sud-ovest).
Con il passare dei secoli, il territorio fu interamente conquistato dall'Antica Roma e dopo circa un millennio passò sotto il dominio degli Arabi; l'antico e vasto possedimento di Syrakousai fu definitivamente diviso in tre valli: Val Demone, Val di Mazara e Val di Noto - in quest'ultimo ricadde l'attuale intera area siracusana. Con alterne vicende, alcune delle quali del tutto prive di documentazione storica, come quella araba, il Vallo attraversò l'epoca medievale, ovvero l'epoca nella quale vennero fondati la maggior parte dei comuni siracusani; specialmente durante l'epoca tardo-medievale. Durante la monarchia dei Borboni, la provincia di Siracusa, facente parte del regno delle Due Sicilie, subì vari tumulti fino a provocare un cambio di capoluogo da Siracusa a Noto; situazione che durò diversi anni, fino alla stabilizzazione del neonato regno d'Italia. Odiernamente la provincia di Siracusa, divenuta di fatto nel 2015 libero consorzio comunale di Siracusa, conta oltre i 400.000 abitanti ed un'importante densità abitativa, soprattutto in prossimità delle coste.

## Orografia

### Monti Iblei

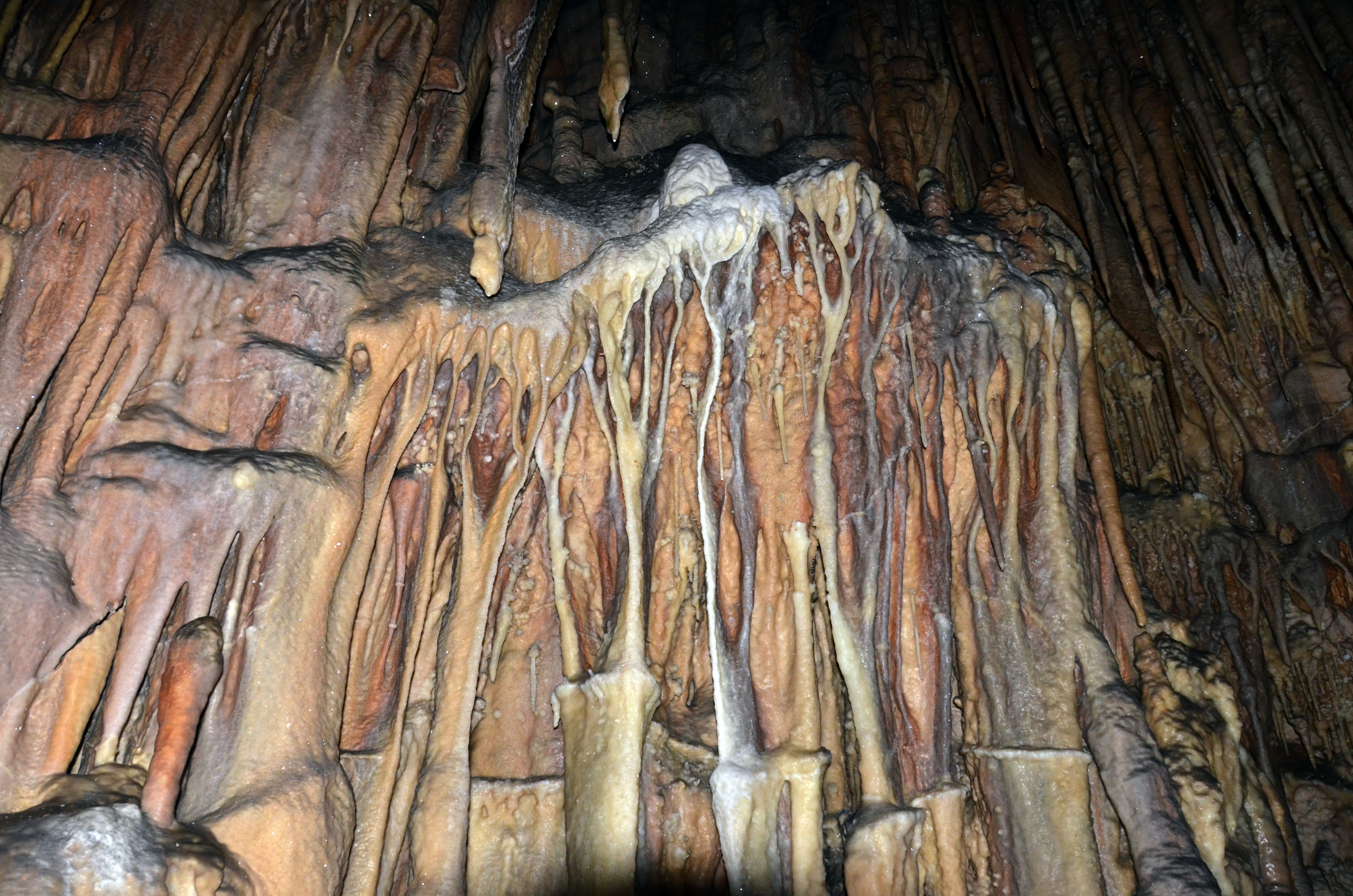
Stalattiti e stalagmiti all'interno della Grotta Monello

Dal punto di vista geologico il territorio siracusano è legato alla formazione dei Monti Iblei, i quali costituiscono un complesso montuoso formato da un massiccio calcareo-marnoso bianco conchiglifero del Miocene (Plateau degli Iblei).
L'area Iblea, in base agli studi geologici, è insieme a quella maltese e pugliese, parte delle propaggini settentrionali della placca africana, che nell'area mediterranea e quindi in Sicilia, ha il suo punto di scontro con la placca europea. Inoltre si deve considerare la scoperta fatta dagli geofisici che hanno stabilito la presenza della micro-placca siculo-iblea; una placca appartenente alla placca africana ma con caratteristiche peculiari, per questo singolare. Essa sarebbe la responsabile dei terremoti verificatisi nella parte orientale della Sicilia.
Infine bisogna menzionare il "Graben di Floridia (detto anche Graben dell'Anapo per via del fiume che lo attraversa), esso si trova nell'area che comprende i monti Climiti (appartenenti ai monti Iblei) e il promontorio di Belvedere. Questo Graben, ovvero questa fossa tettonica (o valle), è molto importante per la geografia della provincia, poiché esso ha da sempre condizionato l'evoluzione paleogeografia dell'area in questione e di quella circostante. Il Graben di Floridia infatti dal periodo del pleistocene inferiore sino al superiore, fu sede di un grande golfo, dove il mare ha più volte trasgredito e regredito. Il territorio mostra anche un aspetto carsico interessante; esso infatti dispone di stalattiti e stalagmiti, situati all'interno delle grotte siracusane.

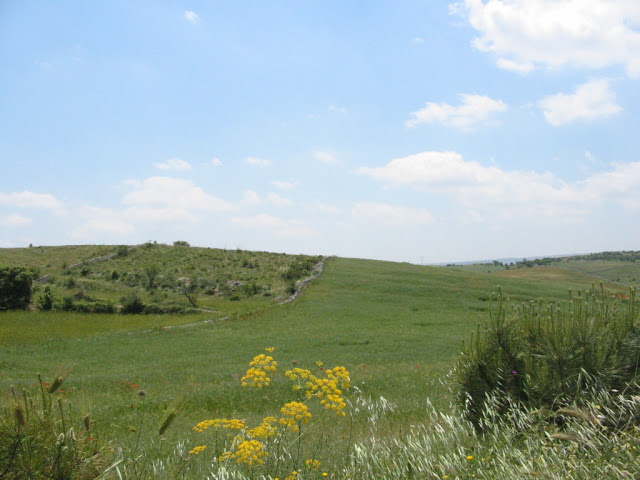
Un tipico altopiano dei Monti Iblei, nei pressi della Valle dell'Anapo

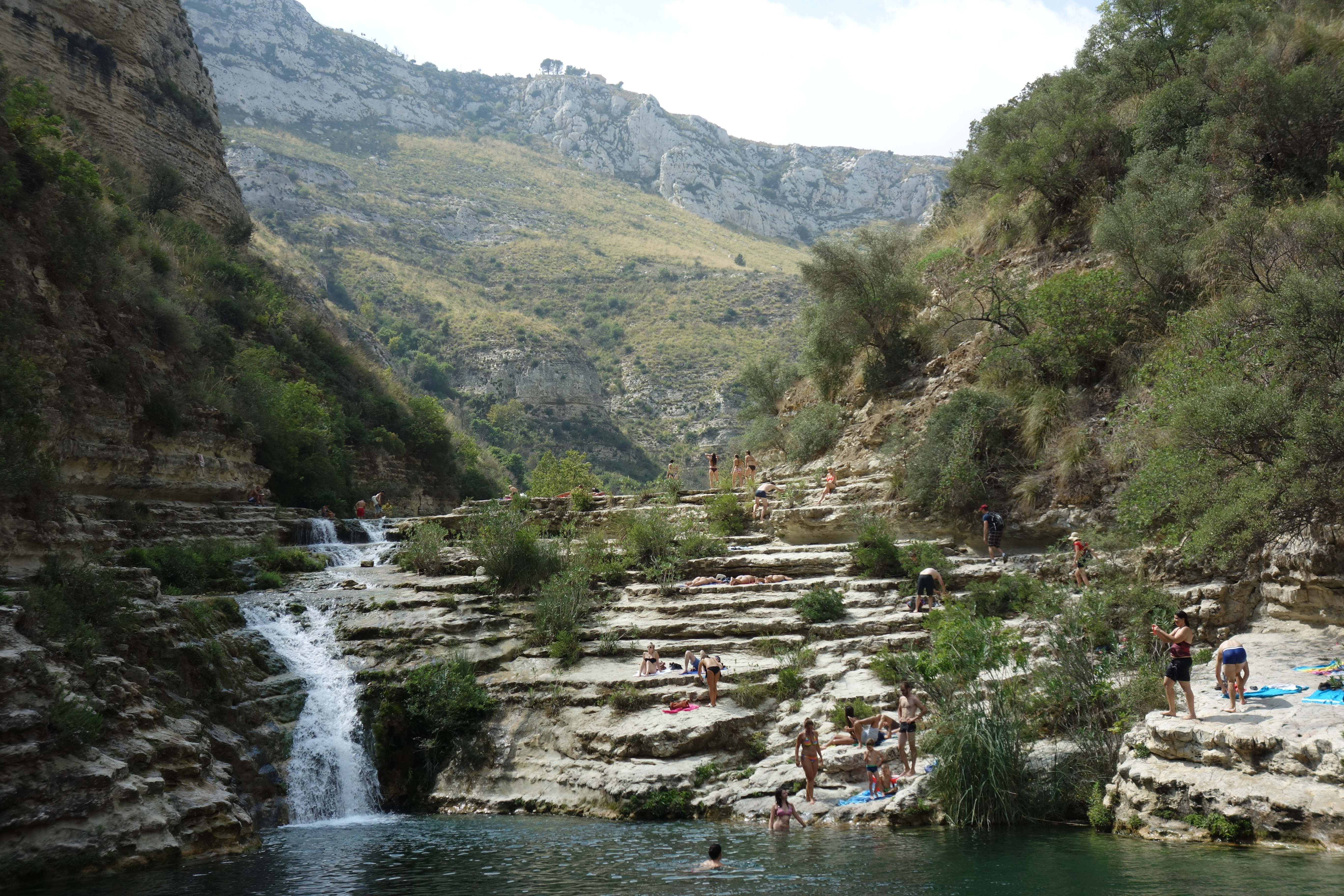
Latomie naturali e acqua dolce a Cavagrande del Cassibile

L'orografia dell'intera provincia mostra i segni di antichi fenomeni vulcanici che hanno dato origine a sollevamenti superficiali a carattere prevalentemente collinare e che costituiscono la maggior parte del territorio interno, mentre lungo la costa sono dislocate le poche aree in pianura. I rilievi più importanti fanno parte della catena dei Monti Iblei, che segna il confine con la provincia di Ragusa, ma non superano i mille metri. La cima più alta è il Monte Lauro che raggiunge appena 986 m s.l.m., seguono: il Monte Contessa (914 m), il Monte Casale (910 m), il Monte Santa Venera (869 m) e il Monte Erbesso (821 m) - tra i rilievi Iblei - quindi, il Monte Pancali (m 485) nei pressi di Carlentini e i Monti Climiti che fronteggiano il Golfo di Augusta (416 m).
Altra caratteristica geomorfologica della zona è la presenza di profonde fenditure causate dall'erosione superficiale dei vari corsi d'acqua che solcano gran parte dell'altopiano su cui sorge la Provincia, che sono alla base del fenomeno dei canyon e che vengono denominate cave. Tra queste, le più significative sono quelle di Pantalica, Cavagrande del Cassibile, nelle vicinanze di Avola, nonché Cava d'Ispica, compresa tra Rosolini, Modica ed appunto, Ispica; anche se può affermarsi che quasi ogni corso d'acqua presenta tali caratteristiche. L'importanza delle cave, però, non è solo di carattere naturale o geologico, ma anche e soprattutto storico-antropologico), poiché tali erosioni formavano nascondigli ed anfratti naturali, ideali per i primitivi insediamenti umani della zona, che si svilupparono, in buona parte, proprio in grotte scavate nel calcare. Ne sono un esempio la stessa Pantalica e la Cava del Rivettazzo.

## Vulcanologia

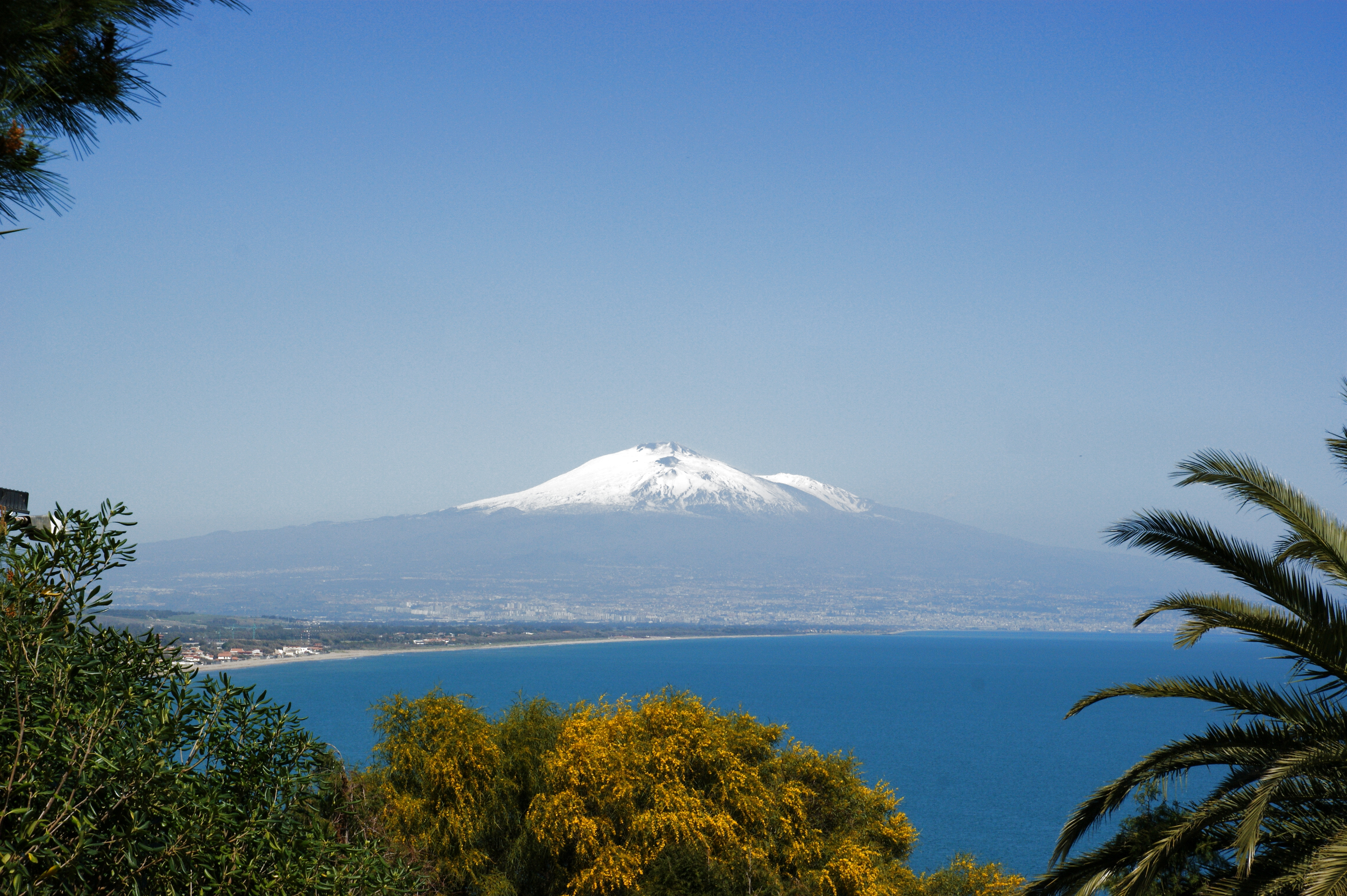
Il Monte Etna visto dal lato siracusano prossimo a Catania, verso Agnone Bagni: tra Augusta, Carlentini e Lentini

### L'area pre-etnea
La sua vicinanza con il monte Etna comporta una certa influenza nell'area iblea; capita infatti che quando il vulcano emetta fenomeni eruttivi, la sua cenere vulcanica, derivata dalla sua colonna piroclastica, arrivi a ricoprire alcuni comuni del siracusano, portando della sottile cenere nera sui balconi, sulle strade e sui tetti delle abitazioni dei comuni a lui più prossimi.

## Mineralogia

### La pietra bianca
(Vincenzo Cicero, La pietra nelle esperienze costruttive del territorio degli Iblei...)

La roccia calcarea e conchiglifera del siracusano

Nel siracusano si hanno calcari molto porosi e poco compatti, il cosiddetto calcare tenero o pietra da taglio che nel siracusano prende il nome di pietra bianca di Siracusa o arenaria di Siracusa. Viene detta pietra bianca perche la roccia mostra questo colore, ma può divenire anche giallo-oro o leggermente grigia a seconda della cava in cui viene estratta o in base all'effetto climatico che ha subito.
Essa è fossilifera (contiene resti di conchiglie). e si è formata circa 10 milioni di anni fa. Essendo calcare tenero, ben si presta all'intaglio. Essa è venuta alla luce quando i monti Iblei sono affiorati dalla superficie del mare (Miocene superiore-Pliocene). Nella zona costiera di Siracusa (formazione monti Climiti, membro dei calcari di Siracusa) ciò è avvenuto in tempi più recenti, rispetto all'entroterra (Miocene medio-inferiore e Pleistocene inferiore). Particolarmente conosciute e sfruttate sono state le cave di Siracusa, dalla cui città la pietra prende il nome, e quelle di Palazzolo Acreide, Noto e Modica.

## Costa

### Baie e spiagge

#### Le baie

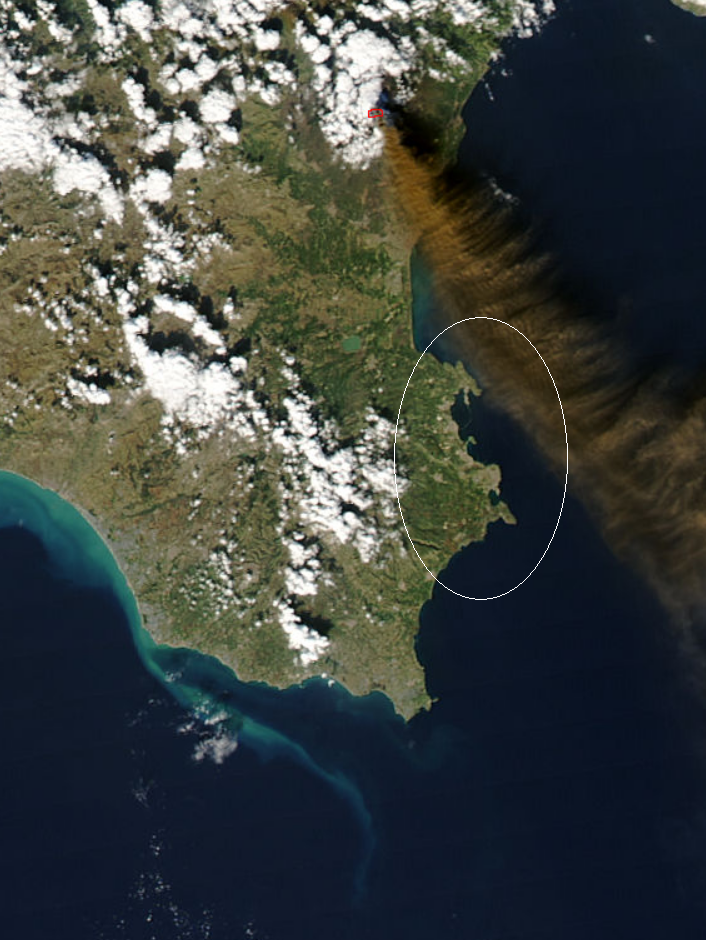
Cerchiata di bianco l'articolata costa siracusana che forma numerose e ampie insenature naturali. Foto della NASA, priva di cerchiatura, scattata durante l'attività dell'Etna nel novembre 2006

| Nome                                                     | Comune                   | Immagine |
| -------------------------------------------------------- | ------------------------ | --- |
| Baia di Augusta                                          | Augusta                  | La baia di Augusta |
| Baia Arcile                                              | Augusta-Brucoli          | La baia Arcile |
| Baia di Fontane Bianche                                  | Siracusa-Fontane Bianche | Immagine esterna (JPG), su www.casagabriella-siracusa.it. URL consultato il 5 settembre 2020 (archiviato dall'url originale il 24 luglio 2016). |
| Baia di Ognina                                           | Siracusa-Ognina          | Immagine esterna |
| Baia del Porto Grande (Ortigia-Penisola della Maddalena) | Siracusa                 | La baia del Porto Grande in un'immagine della seconda guerra mondiale                                                                           |
| Baia di Santa Panagia                                    | Siracusa                 | La rada vista dall'omonima baia |
| Baia di Thapsos                                          | Priolo Gargallo          | La baia di Thapsos |

#### Le spiagge: la costa rocciosa e sabbiosa
La costa siracusana è molto variegata: essa, soprattutto nel litorale del capoluogo e nei suoi dintorni (dal golfo di Augusta al litorale di Avola), fa coesistere scogliere e spiagge sabbiose allo stesso modo. Verso nord e verso sud invece la costa diventa più omogenea: a nord, dopo Brucoli, la costa si congiunge con la lunga plaia catanese, mentre a sud si aprono le vaste spiagge sabbiose, che presentano anche il fenomeno delle dune, le quali giungono fino all'estrema punta della Sicilia meridionale.
- A nord del libero consorzio comunale: Augusta, Priolo Gargallo

| Nome                         | Località        |
| ---------------------------- | --------------- |
| Spiaggia di Agnone           | Agnone Bagni    |
| Spiaggia di Brucoli          | Brucoli         |
| Spiaggia di Marina di Priolo | Priolo Gargallo |
| Spiaggia Capo Santa Croce    | Augusta         |

- Al centro del libero consorzio comunale: Siracusa

| Nome                                                                                  | Località                 |
| ------------------------------------------------------------------------------------- | ------------------------ |
| Scogliera della Riviera di Dionisio il Grande                                         | Acradina                 |
| Scogliera dei Due Fratelli                                                            | Tiche                    |
| Scogliera e spiaggia della Tonnara di Santa Panagia                                   | Tiche                    |
| Spiaggia di Calarossa                                                                 | Ortigia                  |
| Sbarcadero di Santa Lucia                                                             | Ortigia                  |
| Spiaggetta di Ortigia                                                                 | Ortigia                  |
| Scogliera di Forte Vigliena                                                           | Ortigia                  |
| Scogliera del Plemmirio                                                               | Penisola della Maddalena |
| Spiaggia di Punta della Mola                                                          | Penisola della Maddalena |
| Spiaggia di Punta Aspanaro                                                            | Penisola della Maddalena |
| Spiaggia della Fanusa                                                                 | Fanusa                   |
| Spiaggia di Costa del Sole                                                            | Arenella                 |
| Spiaggia dell'Arenella                                                                | Arenella                 |
| Spiaggia e scogliera di Fontane Bianche                                               | Fontane Bianche          |
| Scogliera e spiaggia di Ognina                                                        | Ognina                   |
| Spiaggia della Pineta del Gelsomineto (altrimenti detta della Marchesa del Cassibile) | Cassibile                |

- A sud del libero consorzio comunale: Avola, Noto, Pachino, Portopalo di Capo Passero

| Nome                                       | Località                  |
| ------------------------------------------ | ------------------------- |
| Spiaggia di Calamosche                     | Noto-Vendicari            |
| Spiaggia Carratois                         | Portopalo di Capo Passero |
| spiaggia Cavettone                         | Pachino-Marzamemi         |
| Spiaggia di Eloro                          | Noto-Vendicari            |
| Spiaggia Isola delle Correnti              | Portopalo di Capo Passero |
| Spiaggia delle Formiche                    | Portopalo di Capo Passero |
| Spiaggia di Gallina                        | Avola-Gallina             |
| Spiaggia del Lido di Avola                 | Avola                     |
| Spiaggia Marianelli                        | Noto-Vendicari            |
| Spiaggia del Pantanello                    | Avola                     |
| Spiaggia di Piccio, Cicirata, Calabernardo | Avola-Noto                |
| Spiaggia di San Lorenzo                    | Noto-San Lorenzo          |
| Litorale Spinazza                          | Pachino-Marzamemi         |
| Spiaggia della Tonnara                     | Noto-Vendicari            |

### Isole e scogli
Essendo il territorio in prossimità della costa vi si trovano numerosi isolotti e scogli distaccati dalla terraferma. Il maggiore di questi è l'Isola delle Palme, centro storico di Augusta, con i suoi oltre 30.000 abitanti è la seconda isola siciliana più popolosa dopo la Sicilia stessa e la settima d'Italia.
L'altra isola importante del territorio è l'Isola di Ortigia, sulla cui breve superficie è concentrata una notevole quantità d'opere d'arte e monumenti. Rappresenta il centro storico di Siracusa e vi abitano circa 4.500 persone; è la ventiduesima isola italiana per popolazione.
Isole maggiori
| Nome              | Comune   | Superficie (km²) | Abitanti | Immagine           |
| ----------------- | -------- | ---------------- | -------- | ------------------ |
| Isola delle Palme | Augusta  | 1,2              | 30.225   | L'isola di Augusta |
| Isola di Ortigia  | Siracusa | 0,9              | 4.500    | L'isola di Ortigia |

Isole minori
| Nome                                 | Comune                    | Immagine                                        |
| ------------------------------------ | ------------------------- | ----------------------------------------------- |
| Isola di Capo Passero                | Portopalo di Capo Passero | L'isola di Capo Passero                         |
| Isola delle Correnti                 | Portopalo di Capo Passero | L'isola delle Correnti                          |
| Isola di Ognina                      | Siracusa                  | L'isola di Ognina                               |
| Isola Grande (inglobata con il molo) | Pachino - Marzamemi       | Nessuna immagine sull'isola Grande di Marzamemi |
| Isola Piccola (Isolotto Brancati)    | Pachino - Marzamemi       | L'isola Piccola di Marzamemi                    |
| Isola di Torre Avalos                | Augusta                   | L'isola di Torre Avalos                         |
| Isola di Vittoria Garcia             | Augusta                   | L'isola di Vittoria Garcia                      |
| Isola Vendicari                      | Noto                      | Nessuna immagine sull'isola di Vendicari        |

Scogli maggiori
| Nome                    | Comune                    | Immagine                                   |
| ----------------------- | ------------------------- | ------------------------------------------ |
| Scoglio Due Fratelli    | Siracusa                  | Lo scoglio dei Due Fratelli                |
| Scoglio del Carabiniere | Siracusa                  | Scoglio dei Cappuccini                     |
| Scogli Castelluccio     | Siracusa                  | Nessuna immagine sugli scogli Castulluccio |
| Scoglio dei Cani        | Siracusa                  | Lo scoglio dei Cani                        |
| Scoglio La Galera       | Siracusa                  | Nessuna immagine sullo scoglio La galera   |
| Scoglio Maltese         | Portopalo di Capo Passero | Nessuna immagine sullo scoglio Maltese     |
| Scoglio di Milocca      | Siracusa                  | Nessuna immagine sullo scoglio di Milocca  |
| Scoglio a Pizzo         | Siracusa                  | Nessuna immagine sullo scoglio a Piazzo    |

## Idrografia

### Fiumi
Dal Monte Lauro si diparte una raggiera di corsi fluviali a prevalente carattere torrentizio che disegnano l'intero territorio siracusano. Fa eccezione il lungo fiume Gornalunga, che non nasce in provincia siracusana, ma parte dal monte Rossomanno (catena dei monti Erei), in Provincia di Enna, attraversa lunghi territori fino a giungere nel golfo di Siracusa.
| Fiume              | lunghezza | Provincia    | Immagine |
| ------------------ | --------- | ------------ | -------- |
| Gornalunga         | 81 km     | EN - CT - SR |          |
| Anapo              | 52 km     | SR           |          |
| Cassibile          | 50 km     | SR           |          |
| Tellaro            | 45 km     | RG - SR      |          |
| Cavadonna          | 37 km     | SR           |          |
| Asinaro            | 22 km     | SR           |          |
| San Leonardo       | 19 km     | SR           |          |
| Tellesimo          | 14 km     | RG - SR      |          |
| Ciane              | 8 km      | SR           |          |
| Torrente Calcinara |           | SR           |          |
| Manghisi           |           | SR           |          |

### Bacini idrografici

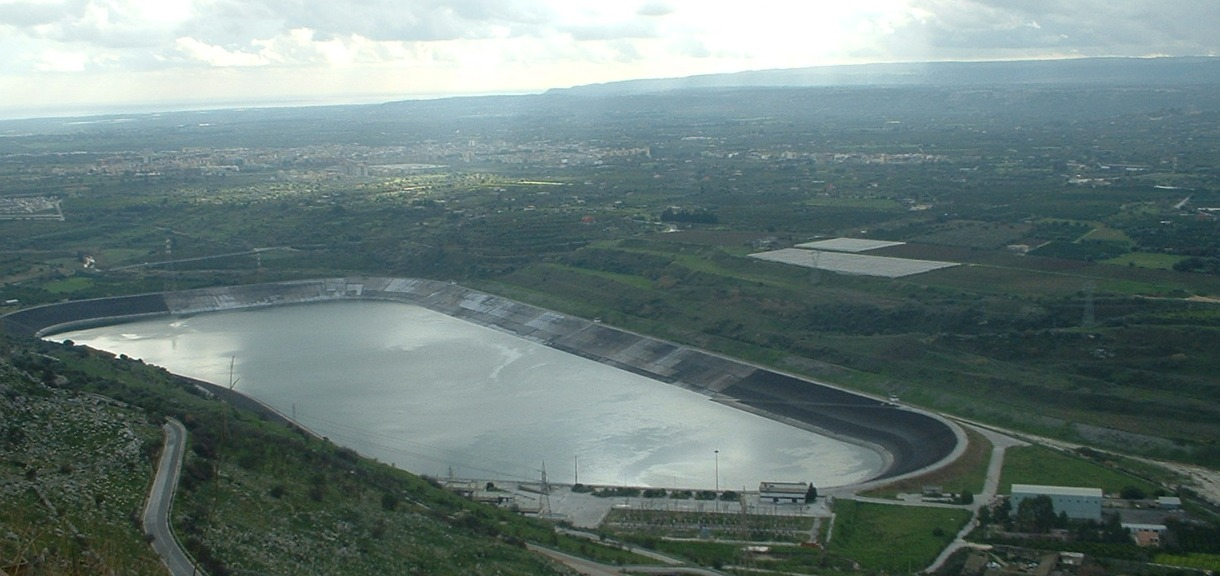
Centrale idroelettrica dell'Anapo. Il bacino di contenimento inferiore, nei pressi di Solarino

A nord, presso Lentini, si trova il Biviere di Lentini, considerato il bacino artificiale più grande d'Europa. Un tempo grande lago paludoso, prosciugato ai tempi delle bonifiche negli anni trenta e poi intorno agli anni settanta ricostruito, con perimetro inferiore, come bacino artificiale al fine dell'irrigazione agricola;
Altri due invasi artificiali sono stati creati, poi, lungo il corso del fiume Anapo tra Solarino, Sortino, Priolo Gargallo e Floridia, al fine di alimentare l'omonima centrale idroelettrica. Altri piccoli laghi si sono formati all'interno del canyon di Cava Grande del Cassibile.

### Saline e pantani

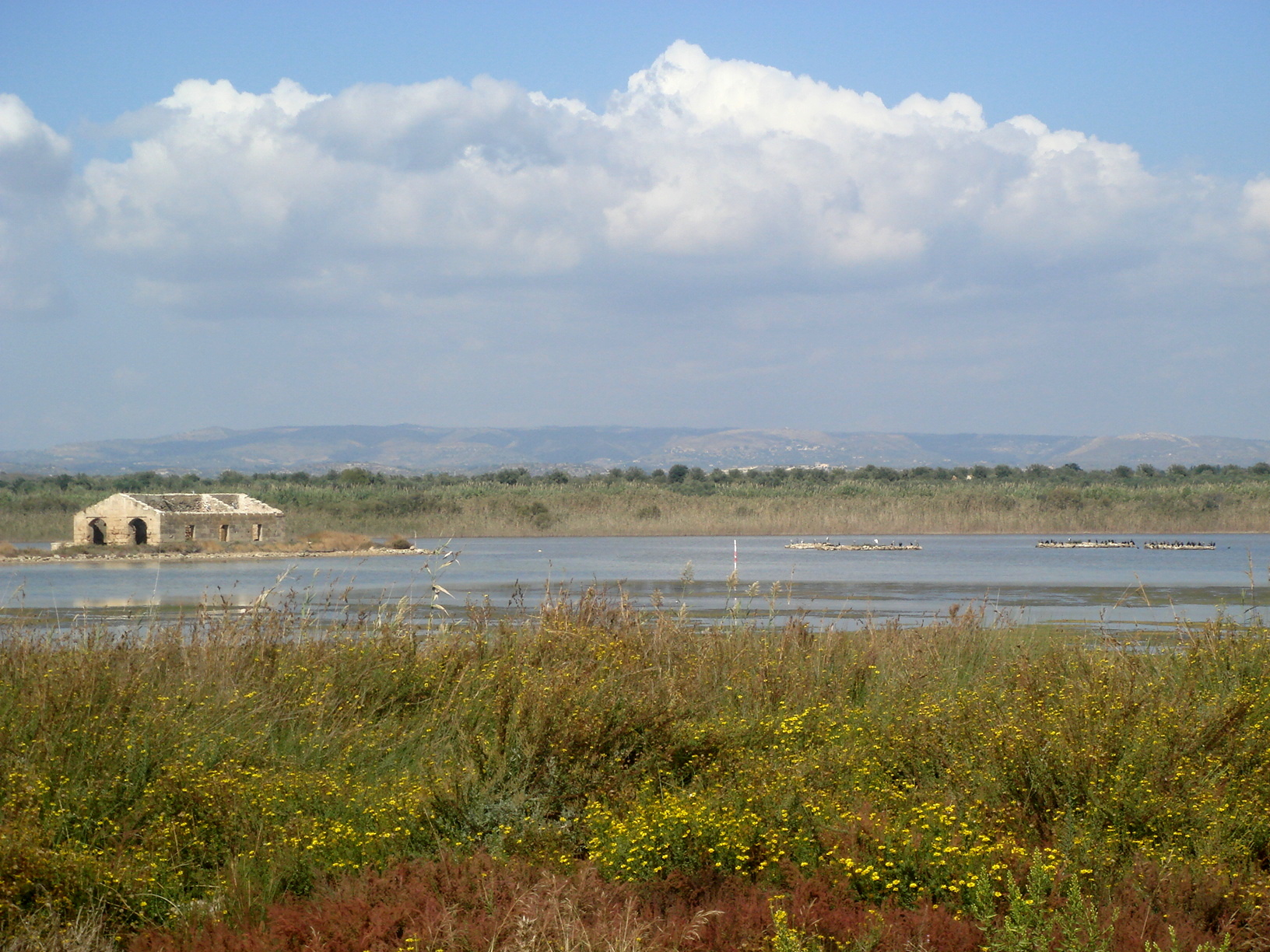
I pantani dell'Oasi naturale di Vendicari

Specialmente in passato, il territorio siracusano, è stato ricco di saline; luoghi di produzione del sale ricavati dall'acqua marina. Sulla costa nordorientale, si trovano le saline di Augusta, oramai dismesse, e quelle di Priolo Gargallo, che un tempo furono tra le saline più estese della Sicilia orientale. E poi vi sono le ex-saline di Siracusa. Al fine di proteggere il delicato e importante sistema naturale di questi luoghi, questi due siti dismessi per la raccolta del sale, sono stati incorporati all'interno di riserve naturali protette.
Mentre nella zona sud della provincia sono presenti alcuni pantani, fondamentali per la fauna locale, i più famosi sono quelli di Vendicari, il pantano Grande, Piccolo e Roveto, ma vanno ricordati anche il pantano Longarini (tra le province di Ragusa e Siracusa); il pantano Cuba; il pantano Auruca; il pantano Baronello; il pantano Ponterio; il pantano Morghella. Tutti situati tra Noto e Pachino.

## Biologia

### Flora e fauna

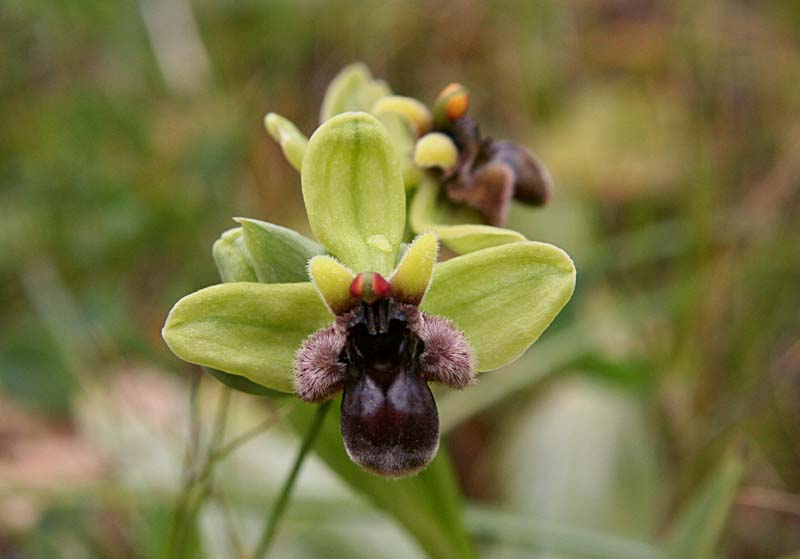
Una Ophrys di Cava Grande del Cassibile

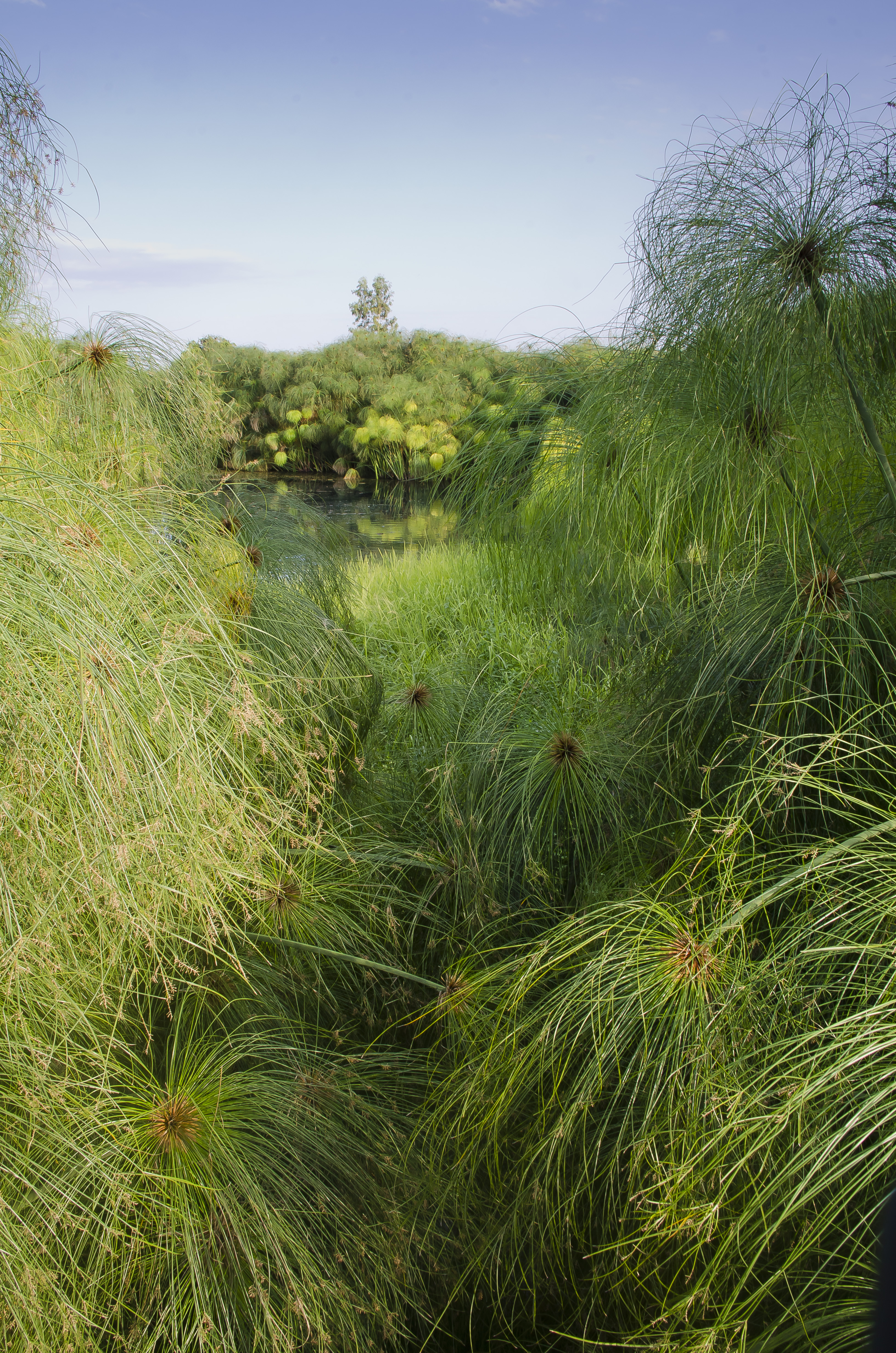
I papiri del Ciane presso Siracusa

Il territorio del sud-est siciliano ha una ricca fauna e flora tipica dell'area mediterranea. Esse sono caratterizzate dalla varietà di zone naturali presenti in provincia: i monti Iblei, le cave del fiume Cassibile, le saline, le grotte, la presenza del mare, sono i fattori geografici che maggiormente influenzano la natura siracusana. Nella provincia vi si contano numerose specie vegetali e animali endemiche di questi luoghi.
I valloni che caratterizzano gli iblei, sono formati da torrenti, qui vi si trova un clima piuttosto fresco e una flora alquanto peculiare. Nella zona iblea è infatti possibile trovare la Urtica rupestris, una rara tipologia di ortica che non punge, endemica proprio di questi luoghi. Altri elementi geografici qui riscontrabili sono: la macchia ad Euforbia arborea (tipica della macchia mediterranea, prospera in ambienti semirupestri e calcarei); la prateria mediterranea, (tipica dei pendii rupestri soleggiati), dove prevalgono le graminacee perenni; la vegetazione boschiva rappresentata da alberi sempreverde di leccio e da platani orientali e dove vi è la presenza di acqua si formano boschi di salix pedicellata e oleandri. In prossimità della costa, verso la zona geografica del Plemmirio, è da segnalare la presenza della palma nana (la cui estensione è tra le più ampie nel mediterraneo). Mentre nei pantani verso Pachino (zona di ex-saline), vi è un'estesa vegetazione di ginepro coccolone e nella zona umida di Vendicari (Noto), vi è una forte presenza di efedra fragile. Da annoverare le numerose specie di Orchidee di Cavagrande del Cassibile. Inoltre vi è da annotare la presenza di una pianta molto rara in Europa, il Cyperus papyrus, la pianta dalla quale si ricava la carta di papiro, cresce nelle zone fluviali, più precisamente lungo il fiume Ciane. Infine fanno parte della flora siracusana i tanti alberi da frutta: mandorlo, ulivo, arancio, carrubbo e limone sono i più diffusi. Ed è molto presente la opuntia ficus-indica (la caratteristica pianta dei fico d'India siciliani). La fauna è caratterizzata da diverse specie di animali, tra questi vanno citati: la trota macrostigma (in Sicilia ormai presente solo in alcuni torrenti del lato sud-orientale), il granchio di fiume (a rischio estinzione in Sicilia), l'armadillidium lagrecai (originario della grotta siracusana), il colubro leopardino e la testuggine di Hermann (a rischio estinzione), la Volpoca (la si trova maggiormente a Vendicari, sito che rappresenta la sua maggiore colonia svernante in Italia) e molti altri tipi di animali tra i quali numerose specie di volatili. grandi pesci pelagici e mammiferi marini come delfini, balene, balenottera e capodogli.

### Riserve naturali protette
A protezione del territorio paesaggistico e della fauna sono state istituite diverse riserve naturali e aree di interesse naturalistico, che fanno di Siracusa la provincia siciliana con il maggior numero di aree protette. In via di istituzione è la Riserva naturale orientata di Capo Passero. Previsto legislativamente (in attesa del decreto presidenziale) è poi il Parco Nazionale dei Monti Iblei. Nel 2011, sotto richiesta del WWF e di altre associazioni ambientaliste, sono state costituite con due decreti dell'assessorato Territorio ed Ambiente della Regione Siciliana, due nuove riserve protette: La Riserva della Penisola della Maddalena e Capo Murro di Porco (nei pressi del Plemmirio) e la Riserva Pantani S.O., estrema zona umida del continente europeo, di vitale importanza per le grandi migrazioni.

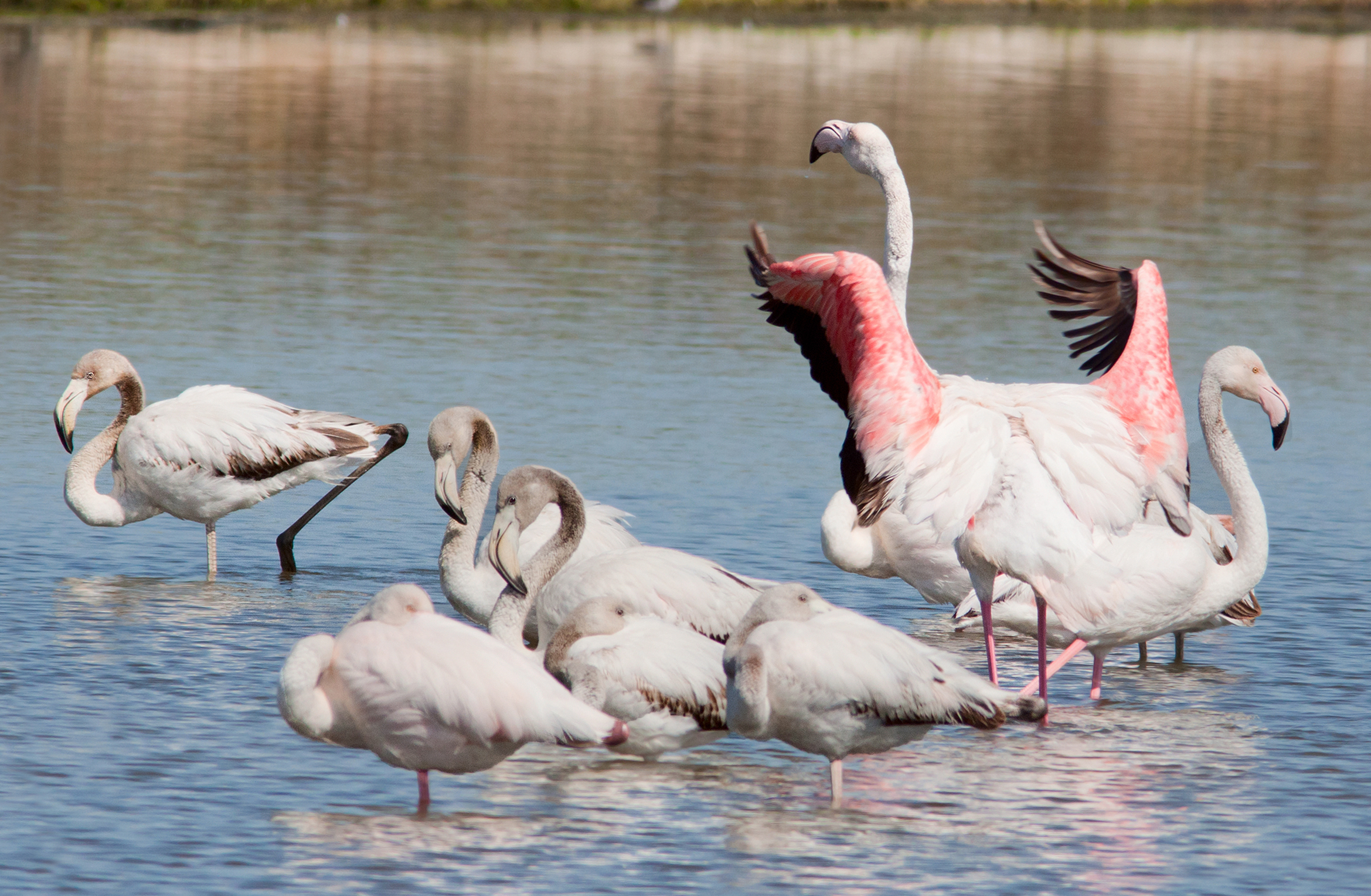
Fenicotteri presso il sito protetto di Vendicari

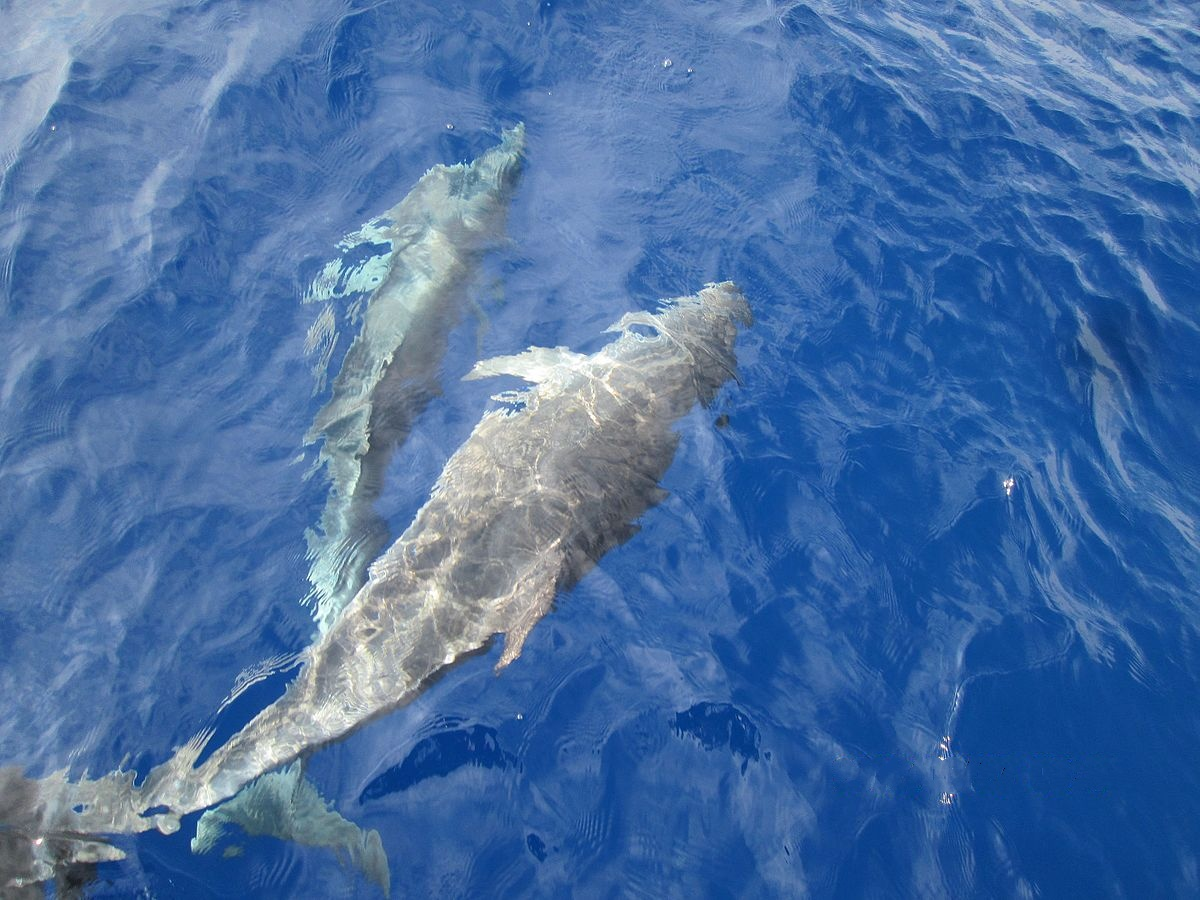
Delfini vicino alla costa della città di Siracusa

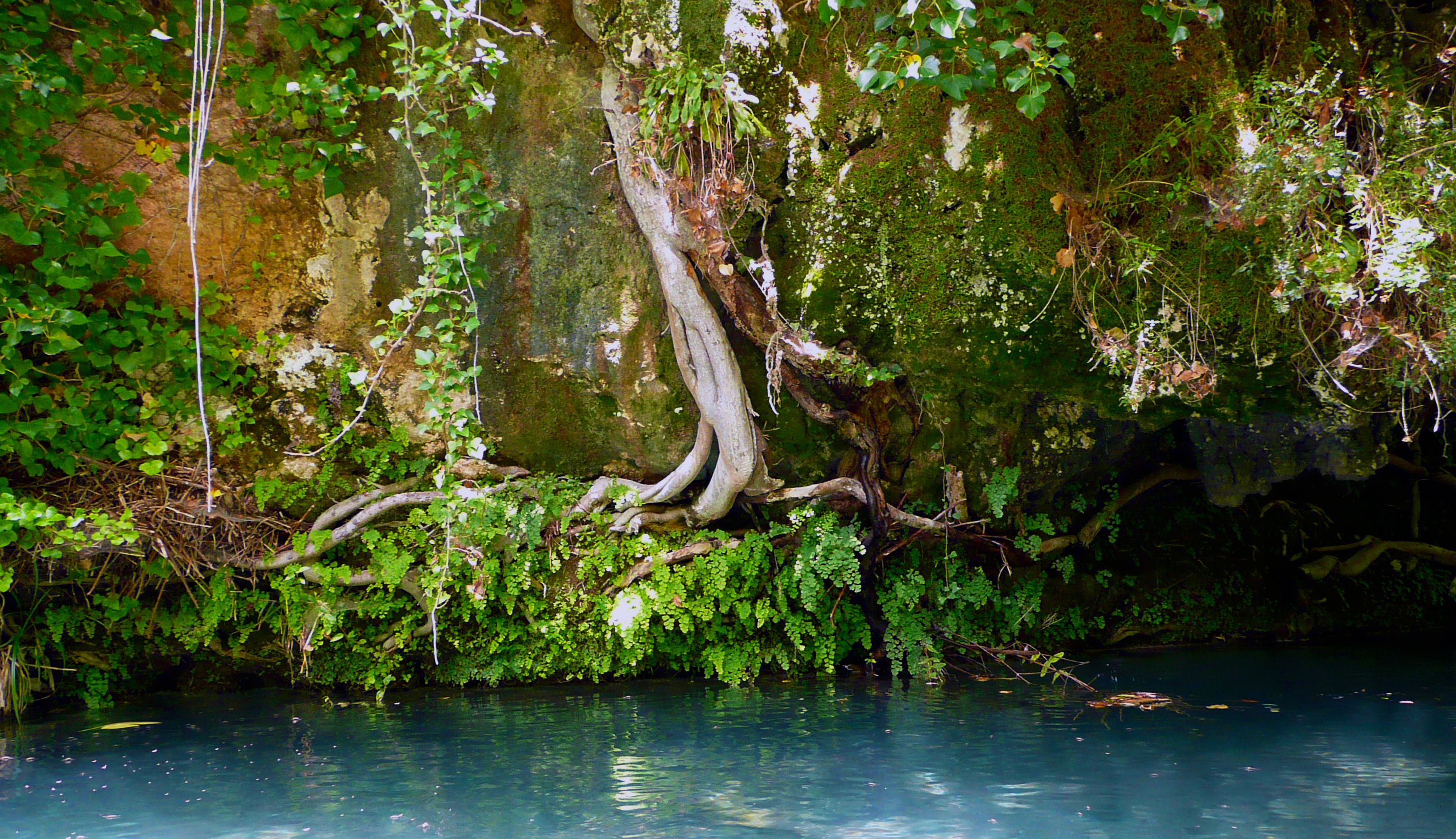
Vegetazione sul torrente Calcinara presso Pantalica

| Denominazione                                                                 | Zona geografica                                          | Comuni interessati                                  |
| ----------------------------------------------------------------------------- | -------------------------------------------------------- | --------------------------------------------------- |
| Riserva naturale orientata Pantani della Sicilia Sud-Orientale                | Nella punta meridionale della Sicilia                    | Noto, Pachino, Ispica                               |
| Area marina protetta Plemmirio                                                | Presso la fascia costiera di Siracusa                    | Siracusa                                            |
| Riserva naturale orientata Saline di Priolo                                   | Adiacente all'importante sito della penisola Magnisi     | Priolo Gargallo                                     |
| Riserva naturale integrale Complesso speleologico Villasmundo-Sant'Alfio      | Presso l'area di Villasmundo                             | Melilli                                             |
| Riserva naturale integrale Grotta Monello                                     | Presso contrada Grotta Perciata                          | Siracusa                                            |
| Riserva naturale integrale Grotta Palombara                                   | Presso i Monti Climiti nelle vicinanze di Città Giardino | Melilli                                             |
| Riserva naturale orientata Pantalica, Valle dell'Anapo e Torrente Cava Grande | Presso la Valle dell'Anapo a Pantalica                   | Buscemi, Cassaro, Ferla, Palazzolo Acreide, Sortino |
| Riserva naturale orientata Cavagrande del Cassibile                           | Il fiume Cassibile, Avola antica                         | Avola, Noto, Siracusa                               |
| Riserva naturale Fiume Ciane e Saline di Siracusa                             | Presso il fiume Ciane                                    | Siracusa                                            |
| Riserva naturale orientata Oasi Faunistica di Vendicari                       | Presso la zona umida di Vendicari                        | Noto                                                |

### Habitat naturali
Il libero consorzio comunale ha numerosi siti che sono stati dichiarati come bene naturale comunitario e si suddividono in:
- Important Bird Area (IBA), area considerata un habitat importante per la conservazione di popolazioni di uccelli.
- Siti di interesse comunitario (SIC), per la conservazione degli habitat naturali e seminaturali e della flora e della fauna selvatiche.
- Zone di protezione speciale (ZPS), poste lungo le rotte di migrazione dell'avifauna, finalizzate al mantenimento ed alla sistemazione di idonei habitat per la conservazione e gestione delle popolazioni di uccelli selvatici migratori.
- Zona speciale di conservazione (ZSC), si applica ai siti SIC (siti di interesse comunitario) che sono state scelte per il mantenimento o il ripristino degli habitat naturali.
- Zone Umide Ramsar; habitat dichiarati di importanza internazionale per la conservazione della biodiversità (specialmente habitat di uccelli acquatici).

#### Elenchi dei siti naturali e loro suddivisione
Zone IBA
- Saline di Priolo
- Pantani di Vendicari

Siti SIC

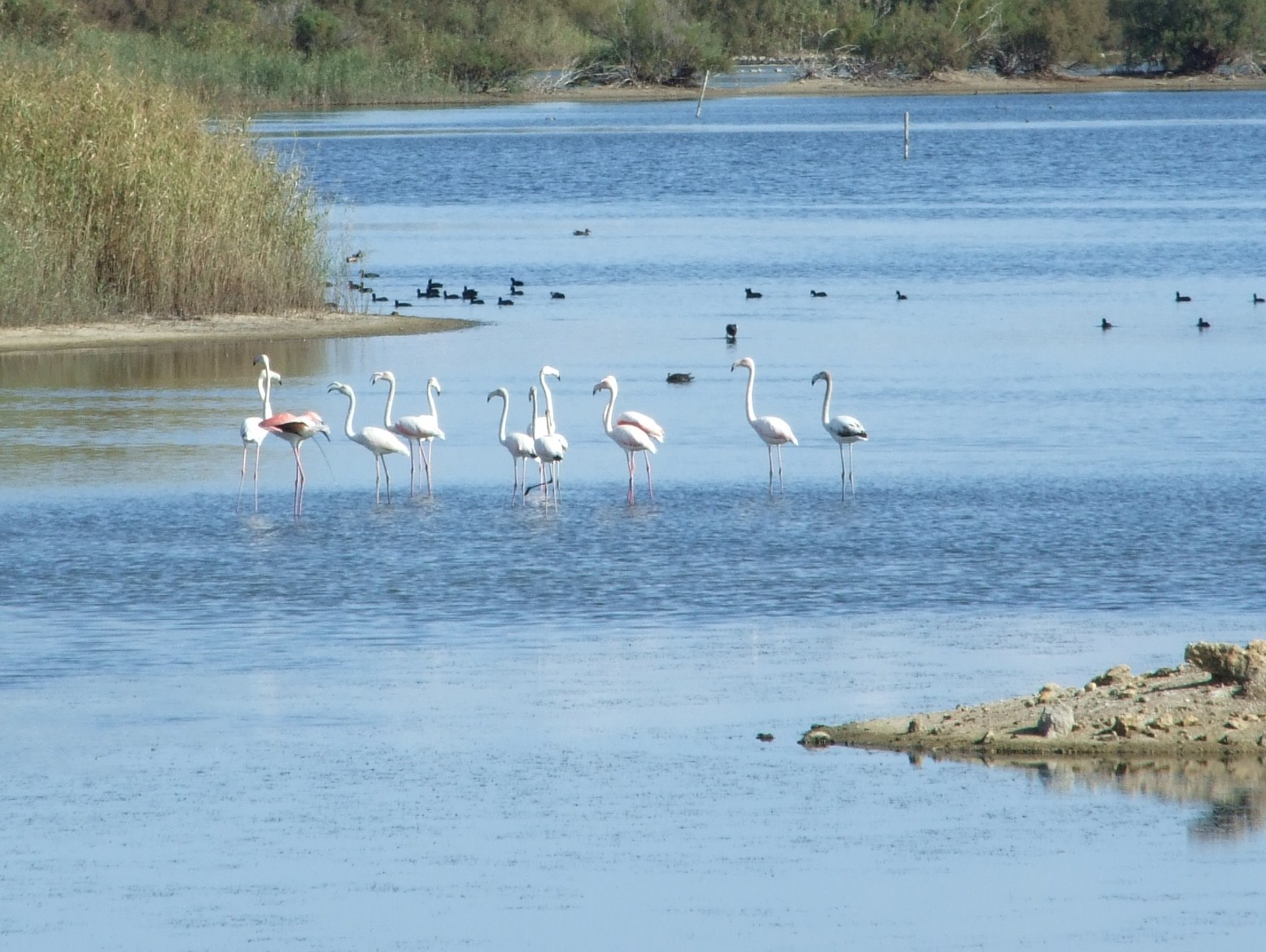
Avifauna alle saline di Priolo

- Elenco Siti di interesse comunitario del libero consorzio comunale di Siracusa

Zone ZPS
- Biviere di Lentini, tratto mediano e foce del Fiume Simeto e area antistante la foce
- Fiume Ciane e Saline di Siracusa
- Saline di Priolo
- Saline di Augusta
- Pantani della Sicilia sud-orientale, Morghella, di Marzamemi, di Punta Pilieri e Vendicari

Zone ZSC
- Isola di Capo Passero
- Vendicari
- Pantani della Sicilia Sud-orientale,
- Pantano Morghella
- Pantano Marzamemi
- Saline di Siracusa e Fiume Ciane
- Cava Grande del Cassibile
- Cava Cinque Porte
- Cava e Bosco di Baulì

- Capo Murro di Porco
- Penisola della Maddalena e Grotta Pellegrino
- Valle del fiume Anapo
- Cava Grande del Calcinara
- Cugni di Sortino
- Isola delle Correnti
- Pantani di Punta Pilieri
- Chiusa dell’Alga e Parrino
- Grotta Monello

- Grotta Palombara
- Saline di Priolo
- Saline di Augusta
- Cava Cardinale
- Cava Carosello
- Monti Climiti
- Cava Contessa-Cugno Lupo
- Monte Lauro

Zone Umide Ramsar
- Vendicari (è uno dei quattro siti siciliani inseriti nella lista Ramsar)

## Contesto climatico

### Il rischio desertificazione e inondazione per il Siracusano
Dal 1970 nel mondo si è cominciato a parlare di riscaldamento globale: è stato rilevato che nell'era industriale la temperatura del pianeta Terra è moderatamente ma costantemente aumentata, alzandosi di oltre 1° Celsius (dal 1880 al 1980, in un secolo: 0,5 gradi Celsius), accelerando notevolmente con l'inizio del nuovo millennio (dal 1980 al 2021, in meno di mezzo secolo: 0,7 gradi Celsius).
Quando la temperatura nell'atmosfera sfiorerà l'innalzamento di quasi 2° Celsius, in base alle analisi dell'IPCC (Nazioni Unite) e della NASA, provocherà delle catastrofi ambientali senza precedenti nella memoria della civiltà umana (modello iniziale dell'economista William Nordhaus) . In uno scenario privo di importanti cambiamenti, entro il 2040 si registrerà un + 1,5° Celsius, mentre entro il 2080 si arriverà a + 2° Celsius.
In questo contesto, la Sicilia, e più nello specifico esattamente l'area del Siracusano, risulta essere una delle regioni geografiche che, in base ai dati registrati, rischia di subire maggiormente le ripercussioni globali di tale evento, e come altre parti parecchio esposte dell'isola è già stata interessata da significativi cambiamenti climatici.

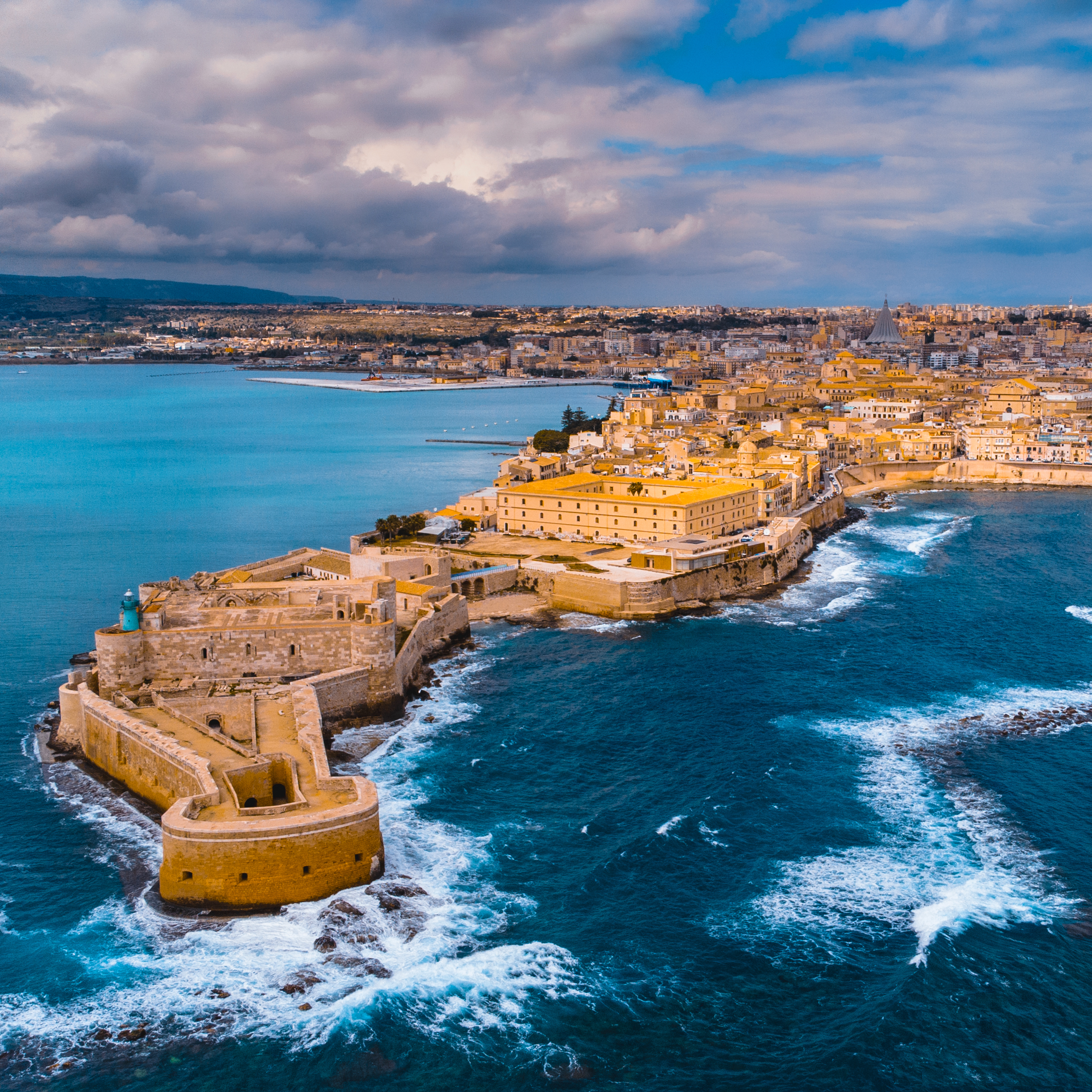
La città di Siracusa vista dalla punta di Castel Maniace; l'avanzamento del mare rappresenta per essa un serio pericolo

In particolare vanno segnalati: gli incendi in aumento nelle sue aree paesaggistiche; tempeste mediterranee (medicane) che in maniera violenta si generano in quest'area dell'isola, interessando soprattutto il mar Ionio nel suo tratto più meridionale; temperature molto torride: nell'estate del 2021 (l'11 agosto) ha fatto discutere la temperatura registrata appena fuori dal capoluogo, in contrada Monasteri (nelle campagne di Floridia site tra Cassibile e Canicattini Bagni): 48,8 °C; un record storico per l'Europa, che di fatto inserisce il Siracusano tra i luoghi più caldi del pianeta (recentemente le temperature più calde a livello mondiale sono state registrate tra i deserti degli Stati Uniti d'America, specificatamente nella Valle della Morte, con 51,6 °C, e tra i deserti della Penisola arabica, con picchi di 53 °C nel Kuwait; ai quali si aggiungono gli anomali 49,5 °C di Vancouver, in Canada, registrati anch'essi nel 2021); temperature difficilmente tollerabili, a lungo andare, da un delicato ecosistema non schermito.

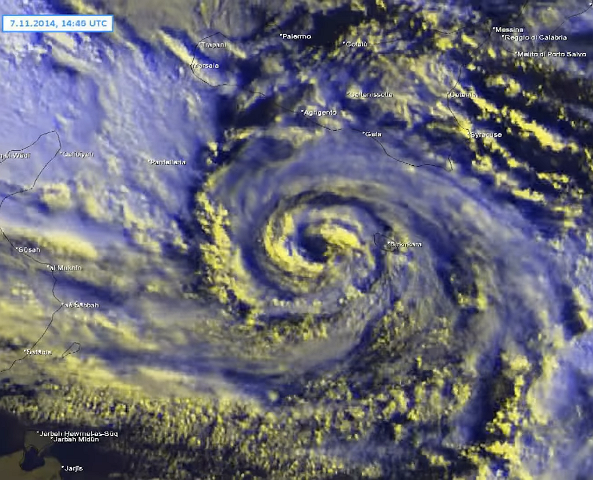
Il medicane Qendresa sopra Malta il 7 novembre 2014 (con raffiche di vento fino a 153 km/h); l'8 novembre sfiorò Siracusa, dove s'indebolì, attraversò lo Ionio e si dissolse a Creta l'11 novembre

Il Siracusano ha prospettive incerte un po' su tutti i fronti: è attualmente inserito nelle aree a più alto rischio di desertificazione, con conseguente siccità, oltre ciò, una parte rilevante del proprio territorio geografico (circa 10 km quadrati) finirebbe sott'acqua con l'avanzamento del mare previsto entro il 2100 (Relative Sea-Level Rise Scenario for 2100 along the Coast of South Eastern Sicily (Italy) by InSAR Data, Satellite Images and High-Resolution Topography in Remote Sensing):
Medesimo scenario dei luoghi aretusei spetterebbe anche al porto di Augusta, alla piana di Catania e alla costa sud-orientale più esposta, come il borgo marinaro di Marzamemi (Pachino), con ripercussioni significative anche nel settore economico dell'area (venendo parzialmente sommersi luoghi attualmente di importante rilevanza industriale, agricola e turistica). Un aspetto che influirebbe anche sulla formazione dei medicane o TCL (Tropical Like Cyclones - Cicloni di Tipo Tropicale), interessati anche dall'attuale innalzamento della temperatura del mar Mediterraneo, che a causa del riscaldamento globale sta diventando sempre più un mare tropicale: tropicalizzazione del mar Mediterraneo, con effetti imprevedibili per la sua biodiversità e il suo ecosistema.